# ديفيد بروك
ديفيد بروك (بالإنجليزية: David Brock)‏ هو صحفي وكاتب أمريكي، ولد في 2 نوفمبر 1962 في واشنطن العاصمة في الولايات المتحدة.

## وصلات خارجية
- الموقع الرسمي
- ديفيد بروك على موقع IMDb (الإنجليزية)
- ديفيد بروك على موقع إن إن دي بي (الإنجليزية)